# Samedi suprême
 (octobre 2023).
Si vous disposez d'ouvrages ou d'articles de référence ou si vous connaissez des sites web de qualité traitant du thème abordé ici, merci de compléter l'article en donnant les références utiles à sa vérifiabilité et en les liant à la section « Notes et références ».
Samedi suprême (titre original : Superior Saturday) est le sixième tome de la série littéraire australienne Les Sept Clefs du pouvoir, écrite par Garth Nix.